# Stade de Barikadimy
Stade de Barikadimy – wielofunkcyjny stadion w Toamasinie na Madagaskarze. Jest obecnie używany głównie dla meczów piłki nożnej. Swoje mecze rozgrywają na nim drużyny piłkarskie AS Fortior, Léopards de Transfoot i MMM Toamasina. Stadion może pomieścić 20 000 osób.